# Dryobalanops aromatica
Dryobalanops aromatica, або борнеокамфорне дерево (інші назви — камфорне дерево, малайська камфора чи суматранська камфора), — це вид роду Dryobalanops родини діптерокарпових. Назва виду aromatica походить з лат. aromaticus (як спеція) та вказує на аромат даммару (смоли). Цей вид у старовину був одним з основних джерел камфори, що тоді коштувала дорожче золота та використовувалась для парфумів та фіміаму, та привів ранніх арабських торговців на Борнео.

## Опис
Дерево є високим, до 65 чи навіть 75 метрів у висоту, що височіє над пологом лісу. Воно росте на Суматрі, півострові Малайзія та Борнео, у змішаних діптерокарпових лісах на глибоких гумінових жовтих піщаних ґрунтах. Цікавою особливістю цього виду є сором'язливість крони, коли крони дерев не змикаються одна з одною.
Деревина є важкою та цінною породою дерева та продається під торговою назвою Kapur, однак надмірна вирубка та антропогенна діяльність поставила його під загрозу вимирання, як і багато інших діптерокарпових. Дерево знаходиться під захистом принаймні в двох національних парках малайзійського штату Саравак на Борнео — Ламбір та Гунунг-Мулу (останній є об'єктом Світової спадщини ЮНЕСКО).
З кори стовбура D. aromatica можна виділити такі хімічні сполуки як Bergenin, malaysianol A, laevifonol, ampelopsin E, α-viniferin, ε-viniferin та diptoindonesin A.